# The House of Three Trees
The House of Three Trees in der Stadt Sangju, Südkorea ist ein 2018 errichtetes Projekt der Architekten und Bauforscher JK-AR (Seoul). Vorgefertigte, ineinander gesteckte Holzelemente sind baumartig angeordnet und bilden die tragende Konstruktion des Daches. Die tragende Baumstruktur wurde aus der Analyse traditioneller asiatischer Tragsysteme fortentwickelt.

## Architektur
Die Architekten sehen die Familie als kleinste Einheit der Gesellschaft und das Haus als räumliche Verkörperung dieser Gemeinschaft. Deshalb gestalteten sie ein Haus mit einem großen, hohen Gemeinschaftsbereich. Es gibt nur wenige kleine, funktionale Nebenräume (Kochnische, Sanitärräume, Lagerbereiche) entlang der Westseite. Der Gemeinschaftsraum wird von drei Bäumen in einem sechseckigen Grundriss gegliedert. Die Bäume verzweigen sich nach oben zunehmend und tragen das Dach. Ein Lichtband oberhalb der Wände leitet das sich verändernde Tageslicht in die dreidimensionale Aststruktur. Dieses von oben kommende, gefilterte Sonnenlicht erinnert an Licht in einem Wald.
Die sechseckige Grundform des Hauses orientiert sich an der Grundstücksform. Die Holzrohlinge für die drei Bäume sind aus regelmäßigen Formteilen (Holzwerkstoffplatten) in einheitlichen Maßen gefertigt. Aus den Schnittpunkten der Tragkonstruktion mit dem Fassaden-Sechseck ergibt sich geometrisch der Standort der Baumfüße. Das stützenfreie Oberlichtband an der Traufe verdeutlicht, dass vom Dach keine Lasten auf die Wände geleitet werden und sorgt für Licht von oben.
Die Dachform des Hauses und die Materialwahl für die Fassade lehnen sich an die Gestaltung der umgebenden ländlichen Häuser an. In den 1970er und 1980er Jahren wurden viele Häuser in Südkorea mit einem Flachdach errichtet, dass nicht dauerhaft wasserdicht war. Die Eigentümer halfen sich, indem sie schräge Dächer aus Sandwitchpaneelen darüber anbrachten. Von diesen improvisierten Dächern, die sehr leicht wirken, haben sich die Architekten des House of Three Trees inspirieren lassen und ein dünnes, schwebendes Dach entwickelt. Auch die Eindeckung aus Bitumenschindeln, einem billigen und in der Umgebung oft verwendeten Material, sorgt für eine geringe Konstruktionshöhe. Gipskartonplatten, Lärchensperrholz und Polycarbonat-Wellplatten sind weitere, oft verwendete, kostengünstige Materialien, die beim Neubau von JK-AR für die Fassade eingesetzt wurden. Die lichtdurchlässige Kunststoffplatte lässt die Sperrholzverkleidung dahinter subtil erkennen und verleiht dem Gebäude wiederum eine ästhetische Leichtigkeit. Die Platten schützen das Sperrholz vor Regen. Die Luftschicht zwischen beiden Außenhautschichten hat eine gewisse wärmedämmende Wirkung zusätzlich zum Dämmstoff zwischen der Sperrholzplatte und der inneren Gipskartonverkleidung.

## Tragkonstruktion

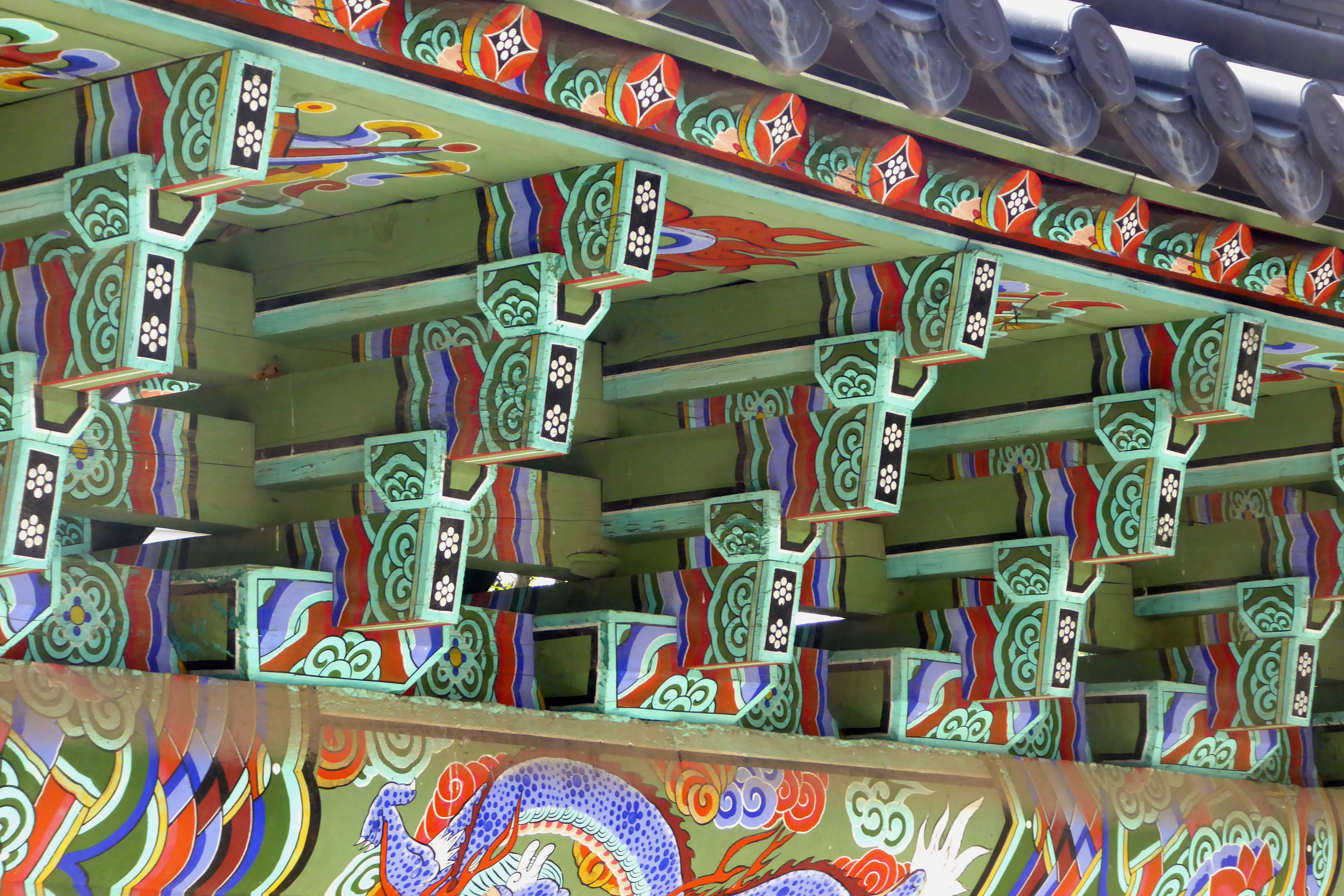
Historische Kragarmkonstruktion (Archway at Inwangsan Mountain)

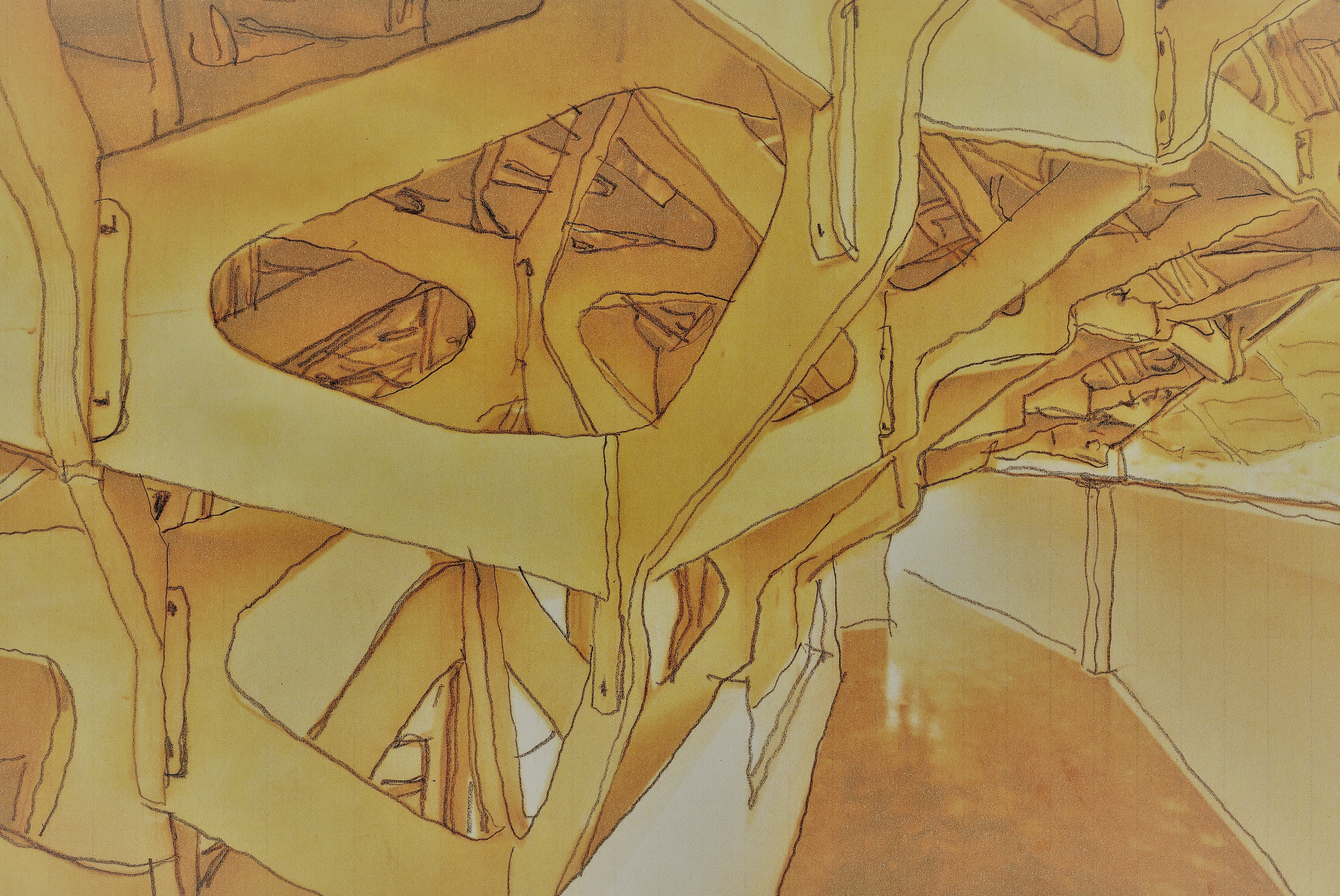
The House of Three Trees, Innenraumansicht, auskragendes Tragwerk, Dachrand

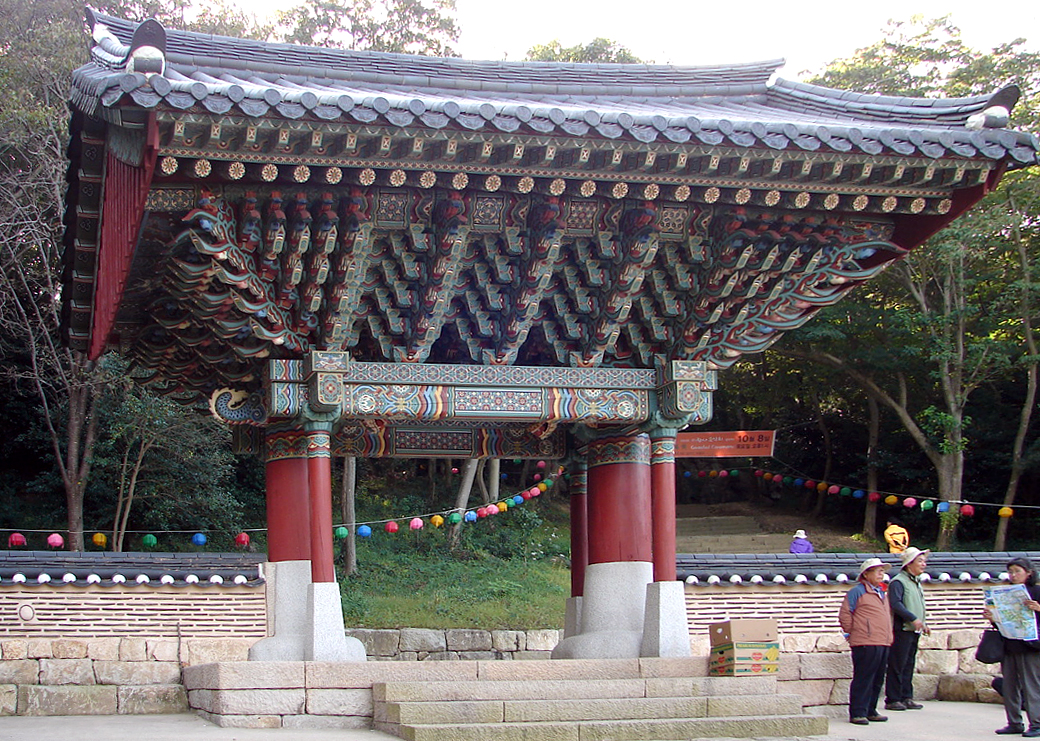
Historische Kragarmkonstruktion (Mihwangsa)

Seit dem Beginn des 20. Jahrhunderts verschwand der traditionelle Holzrahmenbau in ostasiatischen Ländern wie China, Japan und Korea. Neue Gebäude wurden nicht mehr als Fachwerkbau, sondern aus Mauerwerk und Beton errichtet. Die Gründe lagen erstens im Mangel am Baustoff Holz durch die Entwaldung der Landschaft und zweitens in der Unwirtschaftlichkeit der Konstruktionen. Die Bauelemente waren teils sehr aufwendig gestaltet und überdimensioniert. Weiter fehlte eine Standardisierung der Bauelemente.

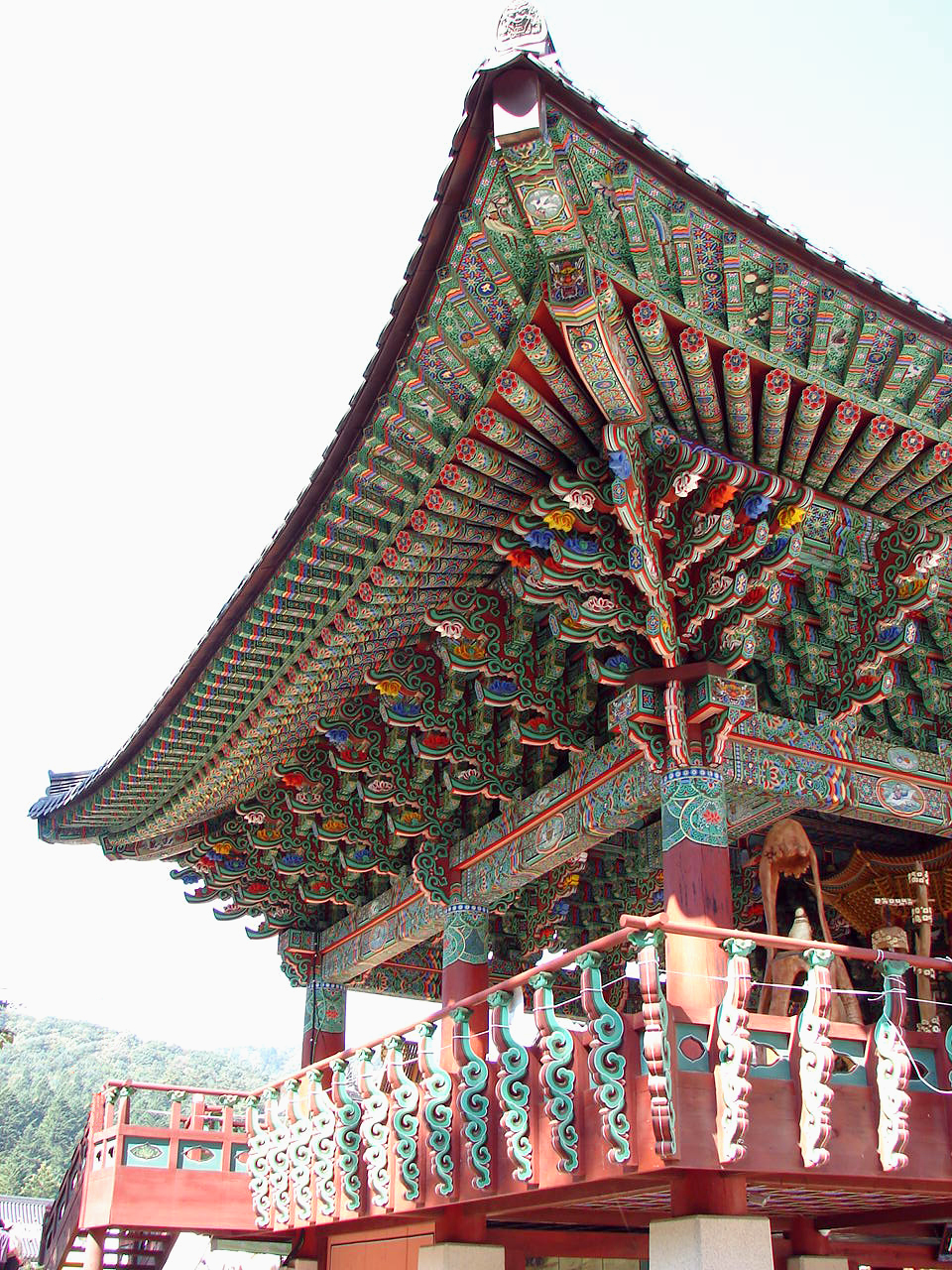
Historisches Konstruktionsbeispiel (Korea-Gangwon-Woljeongsa Gate)

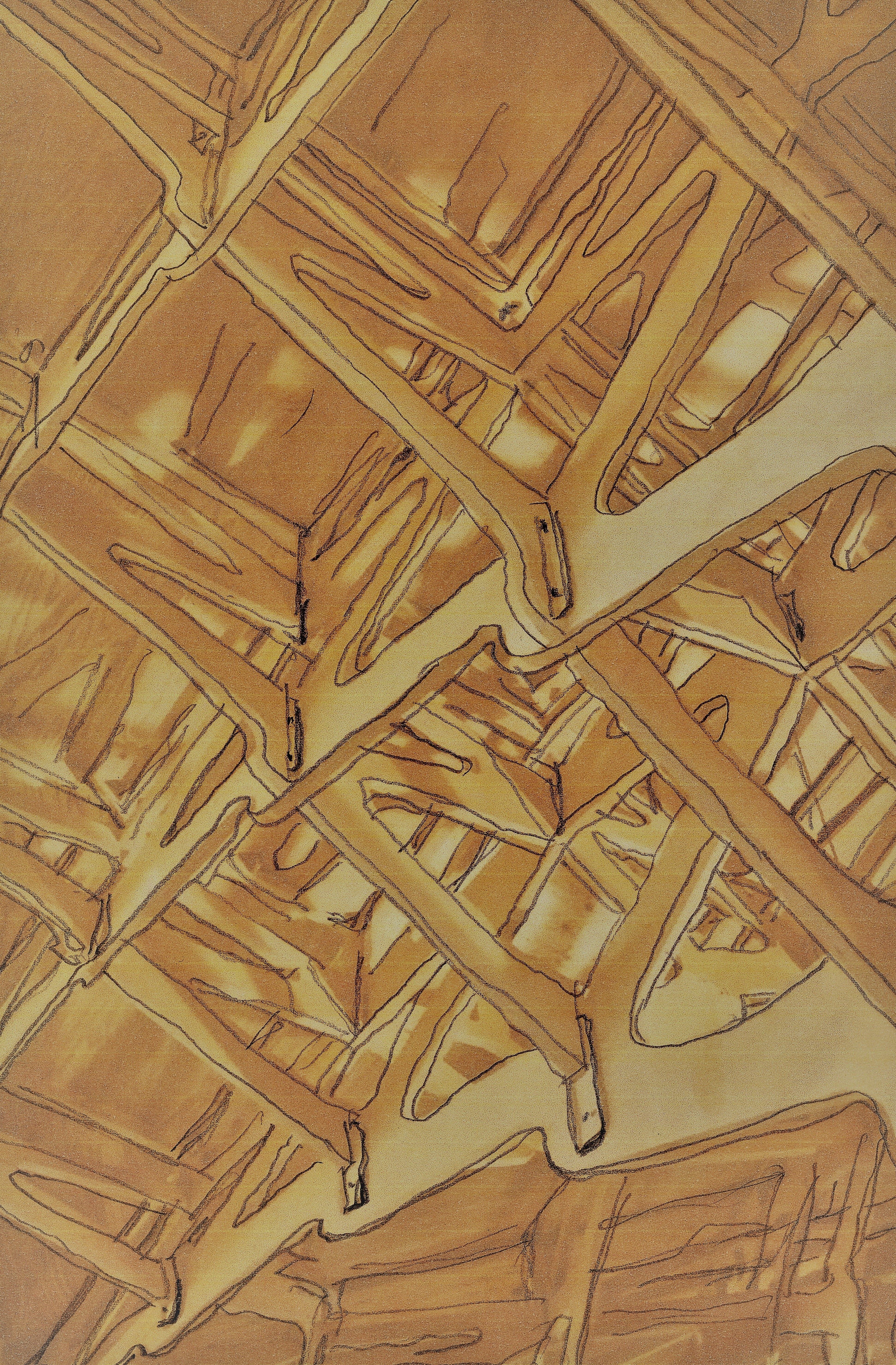
The House of Three Trees, Innenraumansicht, auskragendes Tragwerk

In der neueren, auch im Handwerk immer weiter fortschreitenden Digitalisierung erkannten die Planer von JK-AR neue Möglichkeiten bei der Fortentwicklung historischer Konstruktionsprinzipien. Sie arbeiteten deshalb auf zwei Ebenen. Zuerst erfolgte eine Analyse von historischen Gebäuden in Holzbauweise mit Schwerpunkt auf Konsolentragsystemen (Bezeichnung: Gong-po in Korea und Dougong in China). In ästhetischer Hinsicht ergeben sich bei der traditionellen Bauweise dreidimensionale Effekte durch die komplexe Montage von Holztragelementen kombiniert mit Schmuckelementen. Es entsteht ein Mix aus Struktur und Ornament.
Der zweite Teil der Forschung bestand aus der Entwicklung einer Reihe von Prototypen, die "Tree Series". Diese zielten darauf ab, die historischen Holzverbindungen und Klammersysteme durch den Einsatz algorithmischer Entwurfsmethoden und digital gesteuerter Fabrikation neu zu interpretieren. Das Projekt zielte nicht auf die Nachahmung eines traditionellen Stils und dessen effiziente Modernisierung, sondern auf eine völlig neue, experimentelle Weiterentwicklung des Systems. Die Ergebnisse der Untersuchungen sollten in einem Pilotprojekt umgesetzt werden.
Die Vorteile des Holzkonsolensystems liegen in seiner Flexibilität in Bezug auf Größe und Form. Im Gegensatz zu anderen Systemen besteht das Holzklammersystem aus einer Kombination von Verbindungselementen zwischen einzelnen Holzteilen. Diese kann theoretisch in verschiedenen Größenordnungen eingesetzt werden. Es ist auch möglich, verschiedene Dachformen zu schaffen, indem man den Winkel der Verbindung ändert. Die morphologische Variation des Trägersystems, die am oberen Ende des Pfeilers (Baumstamms) beginnt, erzeugt eine Auskragung, die die Traufe durch baumartige Ausbreitung stützt. Die geometrischen Veränderungen mit fortlaufender Höhe in Kombination mit den geschwungenen Elementen der Traufe macht den Charakter der ostasiatischen Holzarchitektur aus.
Die tragende Holzstruktur aus Birkensperrholz besteht in diesem Haus aus 4.006 CNC-geschnittenen Elementen und benötigt grundsätzlich keine Nagel- oder Schraubverbindungen. Beim House of Three Trees wurde das Kragsystem ausschließlich mit gesteckten Holzklammern verbunden. Das Quadratraster, das die Dachdeckung trägt, wurde mittels Schraubverbindungen zusammengefügt. Die als Baumstämme fungierenden Stützen wurden im Inneren mit Stahlplatten verstärkt.